# Сокровище нации
«Сокровище нации» (англ. National Treasure) — американский приключенческий фильм 2004 года режиссёра Джона Тартелтауба, снятый компанией Walt Disney Pictures.
Действие фильма происходит в США, где в поисках затерянного сокровища главные герои похищают Декларацию независимости США, обнаруживают ключи и подсказки, ведущие их по пути к сокровищам тамплиеров и масонов.
В 2007 году вышло продолжение — «Сокровище нации: Книга тайн».

## Сюжет
Главный герой фильма — Бенджамин «Бен» Франклин Гейтс (Николас Кейдж), чья семья верит в легенду о фантастическом сокровище, спрятанном отцами-основателями США. В наши дни Бен со своим другом Райли Пулом просят помощи богатого охотника за сокровищами Иэна Хау, чтобы найти ключи, ведущие к сокровищу.
Первым ключом, переданным Бену его дедом по наследству от Чарльза Кэрролла, одного из последних хранителей, была фраза «Секрет хранит Шарлотта».
Используя карты водных течений и замёрзших вод, за Северным полярным кругом группа обнаруживает обломки старого корабля под названием «Шарлотта». Внутри Бен находит древнюю курительную трубку, на мундштуке которой замаскирован барельеф печати.
Разгадав послание, Бен приходит к выводу, что следующий ключ находится на обратной стороне Декларации независимости. Иэн готов ради сокровищ выкрасть Декларацию и после перепалки с Беном поджигает рассыпавшийся порох и взрывает корабль, полагая, что Бен погибнет.
Когда Бен и Райли наконец возвращаются в США, они пытаются предупредить власти о планах Иэна, но им никто не верит. Доктор Абигейл Чейз, работающая в Национальном управлении архивов также не относится к предупреждениям всерьёз. Бен решает выкрасть Декларацию сам, дабы она не досталась Иэну.
Во время вечеринки по поводу годовщины подписания Декларации Бену и Райли удаётся выкрасть Декларацию из-под носа соперника. Абигейл, заподозрившую неладное, приходится посвятить в планы. Скрываясь от агентов ФБР, Бен отправляется домой к своему отцу, где, используя фен и сок лимона, на обратной стороне Декларации находят ещё один ключ. Бен догадывается, что для разгадки кода необходимо изучить письма, когда-то написанные Бенджамином Франклином в газету под псевдонимом Сайленс Дугуд (англ. Silence Dogood).
Бен, Абигейл и Райли направляются во Франклинский институт в Филадельфии, где находятся оригиналы писем. Декодированное послание направляет их к Колоколу Свободы, то есть к Залу Независимости, где они находят особые бифокальные очки, созданные Франклином. Надевая очки, Бен распознаёт новые надписи на Декларации. Но по их следу идут Иэн и его люди. После погони за Беном и его друзьями Иэну удаётся заполучить документ, но не очки.
Бена ловит агент ФБР Питер Седаски, и он убеждает Бена договориться о встрече с Иэном в Нью-Йорке, чтобы вернуть Декларацию. Бен соглашается, но тут Иэн устраивает его побег прямо с палубы стоящего там авианосца «Неустрашимый» в реку Гудзон. Бен вынужден помочь Иэну в поисках сокровища, так как узнаёт, что люди Иэна похитили его отца, Абигейл и Райли.
Новые подсказки ведут их в Церковь Троицы на Уолл-Стрит, а затем вниз по шахте глубоко под землю, где они обнаруживают огромную подземную галерею. Во время спуска один из людей Иэна наступает на ветхую доску и, провалившись в пропасть, погибает. Там поиски сокровищ заходят в тупик. Разгневанный Иэн требует ещё один ключ от Бена. Отец Бена быстро придумывает подсказку, направляя Иэна по ложному пути в церковь в Бостоне. Иэн с одним из своих людей поднимается из шахты, намеренно оставляя остальных в западне подземного лабиринта.
После ухода Иэна Бен объясняет, что должен быть ещё один выход, находящийся в комнате сокровищ. Они обнаруживают при помощи курительной трубки тайный проход в настоящий зал сокровищ, полный золотых статуэток, древнейших артефактов Египта, Рима, Британии, даже скрижалей из Александрийской библиотеки. Райли обнаруживает спасительный выход, ведущий обратно в церковь.
Вызвав ФБР, Бен обнаруживает, что агент Седаски является масоном. Но он не пытается скрыть сокровище, и Бен предлагает распределить его по музеям мира. Бен убеждает Седаски, что Абигейл непричастна к похищению Декларации, и просит, чтобы заслуга в открытии сокровищ принадлежала всей семье Гейтс и Райли Пулу. Седаски благодарит Бена, но утверждает, что «кого-то всё-таки придётся посадить» за кражу Декларации. По указке Бена Иэна арестовывают в Бостоне при попытке проникнуть в церковь.
Правительство США предлагает Бену и его друзьям 10 % от стоимости сокровищ, но Бен считает, что и одного процента (приблизительно 100 млн долларов), поделённого вместе с Райли, вполне достаточно.

## В ролях
| Актёр             | Роль                           |
| ----------------- | ------------------------------ |
| Николас Кейдж     | Бенджамин «Бен» Франклин Гейтс |
| Диана Крюгер      | Абигейл Чейз                   |
| Джастин Барта     | Райли Пул                      |
| Шон Бин           | Иэн Хау                        |
| Джон Войт         | Патрик Гейтс                   |
| Харви Кейтель     | Питер Садаски                  |
| Кристофер Пламмер | Джон Адамс Гейтс               |
| Олег Тактаров     | Шиппен                         |
| Марк Пеллегрино   | Агент Джонсон                  |
| Джейсон Эрлз      | Томас Гейтс                    |

## Саундтрек
- National Treasure Suite (3:17)
- Ben (4:03)
- Finding Charlotte (1:05)
- Library of Congress (2:27)
- Preparation Montage (4:53)
- Arrival at National Archives (1:55)
- The Chase (4:22)
- Declaration of Independence (1:43)
- Foot Chase (3:34)
- Spectacle Discovery (3:18)
- Interrogation (4:30)
- Treasure (3:38)

## Восприятие и критика
Фильм получил довольно нейтральные отзывы критики, как о картине с вполне предсказуемым повествованием и концовкой. На экране «будет показано ровно столько насилия, сколько не отпугнёт семейного зрителя». Многие критики отмечали, что сюжет фильма напоминает роман «Код да Винчи». Критик Роджер Эберт назвал центральную сюжетную линию абсурдной — «неужели отцы-основатели могли задумать такую цепочку ключей и рассчитывать, что её кто-нибудь пройдёт до конца?». Критик Мик Ласаль из San Francisco Gates отозвался о «Сокровищах нации» так: публике понравится картина, если она чуть лучше, чем плохая.
Другие критики, однако, называют развитие сюжета картины «очень сложным и весьма занимательным». Также отмечается актёрская работа Николаса Кейджа. Стелла Парамайкл (BBC) отозвалась положительно также и об игре Джастина Барты, однако отметила, что ряд персонажей изображён слишком гротескно, а фильм в целом вряд ли запомнится зрителям надолго.
Фильм оказался вполне успешен в прокате, собрав 173 млн долларов в США и 347,5 млн долларов в мировом прокате.

## Премии и номинации
- 2005 премия «Сатурн»
  - лучший экшн-фильм
  - лучшая актриса второго плана (Дайан Крюгер)
- 2005 — премия «Teen Choice Awards»
  - лучший экшн-фильм
- 2005 — премия «Молодой актёр»
  - лучший семейный фильм
  - лучший молодой актёр второго плана (Хантер Гомес)

## Продолжение
Хотя изначально создатели не планировали продолжения, популярность фильма изменила их мнение. Съёмки сиквела начались в 2005 году. Предпремьерный показ фильма «Сокровище нации: Книга тайн» состоялся 13 декабря 2007 года в Нью-Йорке. В России 27 декабря 2007 года. .
После финансового успеха двух первых картин были запланированы съёмки третьего фильма серии, однако, режиссёр Джон Тёртелтауб высказал мнение, что фильм появится не ранее 2011 года.
В 2017 году продюсер Джерри Брукхаймер сообщил, что сценарий третьей части готов, но он не устраивает компанию Disney.